# Annette Lind
Annette Lind (født 2. juni 1969 i Spøttrup) er en dansk diplomat og tidligere politiker. Hun er siden 1. marts 2024 været Danmarks generalkonsul i Flensborg. Lind var medlem af Folketinget fra 2011 til 2024 for Socialdemokratiet i Vestjyllands Storkreds. Hun blev kandidat for Socialdemokratiet i Holstebrokredsen i 2008 og sad i Folketinget fra den 15. september 2011 til 29. februar 2024 hvor hun fratrådte for at blive generalkonsul. Inden da sad hun i Holstebro Byråd 2010-2013.

## Baggrund
Annette Lind er fra Spøttrup og er bosiddende i Holstebro. Hun er datter af fhv. borgmester i Spøttrup Kommune Alex Lind.
Annette Lind er uddannet lærer fra Nørre Nissum Seminarium. Hun har været lærer på henholdsvis Herningsholmskolen i Herning og Sønderlandsskolen i Holstebro. Fra 2008-2011 var hun også afdelingsleder på Sønderlandsskolen.

## Ordførerskaber
Annette Lind var ældreordfører 2022-2023 og ordfører for Nordisk Råd 2019-2024. Hun var udenrigsordfører 2019-2022 og cybersikkerhedsordfører. Derudover har hun været næstformand for den danske delegation til Nordisk Råd 2020-2024, tingsekretær 2019-2023 og gruppesekretær for Socialdemokratiets folketingsgruppe 2019-2023. Hun var undervisningsordfører fra 2014 til 2019.